# Whiplash (canção de Selena Gomez & the Scene)
"Whiplash" é uma canção da banda norte-americana Selena Gomez & the Scene, gravada para o terceiro álbum de estúdio do conjunto, When the Sun Goes Down. A música foi originalmente escrita para Britney Spears; após ela iniciar o desenvolvimento de seu sexto disco Circus, contactou Nicole Morier para comporem registos em conjunto. Juntas, escreveram "Mmm Papi", "Rock Me In" e "Whiplash". A última, também produzida por Greg Kurstin, não conseguiu entrar no alinhamento final. Então, em 2011, a cantora e atriz Selena Gomez a gravou juntamente com sua banda para When the Sun Goes Down.
"Whiplash" deriva do estilo musical dance com influências de música eletrônica, incluindo uso pesado de sintetizadores. Seu pré-refrão possui um verso de rap e canto na qual a vocalista apresenta várias frases com um sotaque britânico. A obra é musicalmente diferente e mais agressiva que o restante do álbum, e sua letra é sobre um romance que está desabrochando. A música recebeu revisões mistas da crítica especializada, com avaliadores a comparando com trabalhos de Spears. Enquanto alguns críticos a denominaram de a melhor faixa do disco, alguns não apreciaram suas partes de rap e sua letra. O conjunto interpretou a obra durante os eventos da turnê We Own the Night, realizada em 2011.

## Antecedentes e divulgação
"Eu amo as letras contando que você está completamente apaixonado por alguém e vai colidir com essa pessoa e sofrer uma chicotada. O engraçado é que eu sofri um acidente dois dias antes de eu gravar essa música. Eu não levei uma chicotada, não foi um acidente ruim, mas foi realmente engraçado".

—Gomez falando sobre "Whiplash".
"Whiplash" foi escrita e produzida por Greg Kurstin, com escrita adicional por Nicole Morier e Britney Spears. A última gravou "Heaven on Earth", escrita por Morier e o time Freescha, para seu quarto álbum de estúdio, Blackout (2007). Em uma entrevista para o programa On Air with Ryan Seacrest, Spears nomeou a faixa como a preferida do álbum. Quando a artista deu início ao processo de gravação de seu sexto álbum de estúdio, Circus, ela ligou para Morier a fim de escrever canções com a mesma. Quando estavam em estúdio, contactaram Kurstin para ajudá-las. Dentre as canções que os três escreveram, estavam "Mmm Papi", "Rock Me In" e "Whiplash". Ambos queriam fazer algo que Britney nunca havia realizado. As duas primeiras foram incluídas em Circus, contudo, a última não foi aceita na lista final de faixas. Morier explicou: "Existem canções que iniciamos e que eram boas ideias mas incompletas. Talvez as escutaremos com novos ouvidos algum dia e a colocaremos em algum lugar, porém eu geralmente só gostaria de começar de novo".
Em 11 de abril de 2011, foi confirmado pela MTV News que "Whiplash" seria gravada pela banda Selena Gomez & the Scene para o álbum When the Sun Goes Down. A vocalista do conjunto, Selena Gomez, é uma fã de Britney, e após Kurstin tocar a faixa para ela pela primeira vez ela "se apaixonou", sem saber que Spears contribuiu com a música. Gomez comentou: "Eu vi que ela a co-escreveu, então eu fiquei bem animada. [...] Foi uma honra e estou completamente animada". A versão final acabou por ser revelada na rede em junho de 2011, semanas antes do lançamento do disco. A banda apresentou a música durante a We Own the Night Tour; nela, a obra foi interpretada após um medley de canções de Britney Spears, incluindo versões de "...Baby One More Time", "(You Drive Me) Crazy", "Oops!... I Did It Again", "I'm a Slave 4 U", "Toxic" e "Hold It Against Me". Após a interpretação da canção, o evento seguia com "Tell Me Something I Don't Know", gravada pela vocalista Gomez para o filme Another Cinderella Story.

## Estilo musical e letra
"Whiplash" é uma canção dance com influências de música eletrônica. Ela faz uso pesado de sintetizadores, que foram comparados aos utilizados em "Not Myself Tonight" por Christina Aguilera. Durante o pré-refrão, há um verso de rap e canto no qual a vocalista Gomez apresenta várias frases com um sotaque britânico, antes do seu estribilho ter início. A música possui uma vibração mais agressiva que o som teen pop que a banda possui em outros trabalhos. De acordo com a partitura publicada pela Universal Music Publishing Group, a obra foi escrita na chave de ré menor. Está definida em um tempo de assinatura shuffle com um metrônomo de 138 batidas por minuto. O alcance vocal varia entre a nota baixa de si bemol para a nota alta de lá. Também é musicalmente diferente e "uma saída" de outras composições de When the Sun Goes Down, como "Who Says" e "Bang Bang Bang".
Vários críticos compararam o número com trabalhos de Spears. James Dinh do MTV News disse que "Gomez, que jorrou para nós seu fandom Spears, mostra a sua melhor interpretação" na música. Durante revisão da turnê We Own the Night, Kevin C. Johnson do St. Louis Post-Dispatch disse que a obra "parece ter sido diretamente retirada do catálogo de Spears". Blair Kelly do musicOMH a comparou com canções de Circus, mais especificamente "Womanizer". Também foi comparada por Tim Sendra do Allmusic com o som "electro glam" de Goldfrapp. Liricamente, "Whiplash" é sobre um romance que está desabrochando. Estão presentes no refrão as letras "Vem e me leve para o outro lado / Fico encantada quando vejo seus olhos / Estou tão apaixonada, acho que vou entrar em colisão / E levar uma chicotada, chicotada, chicotada".

## Recepção pela crítica
| |  |  |
| Britney Spears (esquerda) e Nicole Morier (direita) foram duas dos creditados como escritores de "Whiplash". |  |  |

"Whiplash" obteve revisões mistas dos críticos especializados. Tim Sendra do Allmusic a selecionou como uma das "track picks" durante a revisão de When the Sun Goes Down, a chamando de "uma das surpresas no álbum". O mesmo afirmou que a canção "adiciona uma bem-vinda esquisitice em uma gravação de outro modo simples". Em uma revisão positiva, Jarett Wieselman do New York Post escreveu que a música era melhor que pelo menos cinco obras de Femme Fatale, completando: "O que eu não entendo é porque Spears não quis essa faixa". Mikael Wood da Entertainment Weekly comentou que "os grandes colaboradores não se machucam — veja: 'Whiplash', co-escrita por Britney Spears". Scott Shetler do PopCrush deu para a obra quatro estrelas de cinco máximas, explicando que "possui um gancho que vai mandar as pessoas correndo para a pista de dança", apesar de que "os vocais de Gomez são monótonos [...] mas este não é o tipo de música para mostrar qualquer tipo de ginástica vocal".
Blair Kelly do musicOMH estava dividida em sua revisão de "Whiplash", a chamando de uma das melhores faixas de andamento acelerado do álbum, porém rejeitou seus "horrorosos versos de rap", elaborando que "Selena Gomez nunca mais deve fazer semelhante coisa, especialmente se ela passar disto para um horrível sotaque britânico de Rainha no meio". O autor Jody Rosen da Rolling Stone foi mais negativo, destacando que Selena "não traz nada de personalidade em suas canções", adicionando que "a estilosa canção sexual 'Whiplash' seria cômica se não fosse tão entediante". O escritor do PopMatters John Bergstrom disse que Britney não escreveu nenhuma música de Femme Fatale para "evitar constrangimento do exagerado e falso sotaque britânico como em 'Whiplash'". No Focka, pertencente à MTV, Rennan Teixeira comentou que, na composição, "Spears buscou o pior de sua fase Blackout".

## Créditos
Todo o processo de elaboração da canção atribui os seguintes créditos pessoais:
| - Selena Gomez – vocal principal - Greg Kurstin – composição, produção, engenharia acústica, instrumentação e mixagem no Echo Studios de Los Angeles, Califórnia | - Nicole Morier – composição, vocais de apoio - Britney Spears – composição - Jesse Shatkin – engenharia de áudio |